# بيير شارون
بيير شارون (بالفرنسية: Pierre Charron)‏ هو عالم عقيدة وكاتب وفيلسوف فرنسي، ولد في 1541 في باريس في فرنسا، وتوفي بنفس المكان في 16 نوفمبر 1603.

## وصلات خارجية
- بيير شارون على موقع الموسوعة البريطانية (الإنجليزية)
- بيير شارون على موقع إن إن دي بي (الإنجليزية)